# Beshtauïta
La beshtauïta és un mineral de la classe dels sulfats. Rep el nom del mont Beshtau, a Rússia, la seva localitat tipus.

## Característiques
La beshtauïta és un sulfat de fórmula química (NH₄)₂(UO₂)(SO₄)₂(H₂O)·H₂O. Va ser aprovada com a espècie vàlida per l'Associació Mineralògica Internacional l'any 2012. Cristal·litza en el sistema monoclínic. La seva duresa a l'escala de Mohs és 2. És un indicador mineral important, ja que la seva presència es pot considerar com una evidència del transport de U6+ a la natura en forma de cations mòbils complexes d'uranil amb amoníac o poliamines.

## Formació i jaciments
Va ser descoberta a la zona d'oxidació del dipòsit d'urani de Lermontovskoe, el que es coneix com a zona de Gremuchka, al mont Beshtau (Krai de Stàvropol, Rússia), on sol trobar-se associada a altres minerals com: rozenita, guix, lermontovita, marcassita, pirita, hal·loysita i òpal. També ha estat descrita a la mina Green Lizard, situada al comtat de San Juan, a l'estat de Utah, als Estats Units. Aquests dos indrets són els únics de tot el planeta on ha estat descrita aquesta espècie mineral.